# جين ميلر (ممثلة)
جين ميلر (بالإنجليزية: Jen Miller)‏ هي كاتِبة ورسامة وصحفية ومخرجة وشاعرة وممثلة أمريكية، ولدت في 24 يوليو 1972 في سيلفر سبرينغ في الولايات المتحدة.

## وصلات خارجية
- جين ميلر (ممثلة) على موقع IMDb (الإنجليزية)
- جين ميلر (ممثلة) على موقع قاعدة بيانات الفيلم (الإنجليزية)
- جين ميلر (ممثلة) على موقع كينوبويسك (الروسية)